# Бистрик (Конотопський район)
Би́стрик — село в Україні, у Конотопському районі Сумської області.  Кількість мешканців села становить 658 осіб.
До 2020 орган місцевого самоврядування — Бистрицька сільська рада . Село належить до Кролевецької територіальної громади. [Архівовано 21 жовтня 2021 у Wayback Machine.]
До складу сільської ради входили також села Безкровне, Ковбасине, Марухи, Папкине, Прогрес, Ретик, Соломашине, Срібровщина і Червона Гірка.

## Місцезнаходження
Село розташоване на лівому березі річки Реть у місці, де до неї впадає річка Бистра. Відстань від села до  центру  м. Кролевець і відповідної залізничної станції — 12 км.
Вище за течією Реті на відстані 5 км розташоване село Тулиголове, нижче на відстані 2 км — село Червона Гірка. На іншому березі — села Папкине, Марухи і Ковбасине.
Вище за течією Бистрої на відстані 1,5 км розташоване село Прогрес.
На відстані 1 км від села проходить автошлях Київ — Москва М02E101.

## Назва
Назва села Бистрик походить від назви річки Бистриця. Ця річка в той час була судноплавною. По ній ходив паром. Вона ділила село на дві частини – правий і лівий берег. За три століття Бистриця висохла. 

## Символіка
На гербі зображений кінь що перестрибує через цеглу. Незагнузданий кінь уособлює вільний дух, а також символізує існування козацьких конюшень у селі. Голова коня обернена назад говорить про те, що село ціную свою історію. Синє тло, це річка Бистриця. Цегляне мурування символізує 9 сіл які підпорядковані селу, міцність зв'язків між ними. Село здавна широковідоме на всю околицю своєю цегельнею. 2 хрести в підкові, це два побратими, які тут знайшли прихисток і заснували село. Козацькі хрести також символізують козаків і монахів, які в давнину змагалися між собою за владу над селом. Жартома герб можна зобразити висловом: «Кінь стрибаючи через цеглу погубив свої підкови, і тепер бистро (швидко) обернувся шукаючи їх».

## Історія
Село виникло в середині XVII ст. Першими поселенцями на берегах Бистриці, як розповідає давня легенда, були два побратими – Куліш і Шумило, котрі, рятуючись від набігів татар, прийшли сюди із південних степів. Нині вулиця, де оселився Шумило носить назву Шумер, а там,де оселився Куліш – Кулішівка. Пізніше тут поселилися козаки Мороз і Борисенко, відповідно і виникають вулиці – Морозівка та Борисівка. 
Перші жителі, котрі поселялись на берегах річки, будували собі житла- зимівники. Основна частина житла знаходилася в землі, тільки дах над землею. Худобу також в холодну пору тримали в зимівниках. Навіть в люті морози в зимівниках було тепло.
Життя поселенців і колонії монахів розвивалося. Монахи займалися своєю справою: розширювали будівництво, обробляли землю, займались риболовництвом, мисливством, заготівлею грибів та ягід (сушіння); займалися промислом для торгівлі та обміну. Селяни і козаки заготовляли продукти, щоб якось прожити та підготуватися до зими.
За роспорядженням монахів поселенці могли селитися не ближче 200 сажнів від церкви. Тому козаки-переселенці порадилися та вирішили поселитися на західному березі річки Бистриці.
Нових поселенців, які з’являлись на берегах Бистриці, старшина поселяв на західному березі. В подальшому серед поселенців всі основні питання будівництва садиби вирішував старшина.
Перші поселенці селилися біля річки і будували житло під горою тому, що нагальною потребою для них була питна вода, житло і їжа. В річці ловили рибу, раків. В лісі – різну дичину, збирали ягоди, гриби, фрукти. Біля домівок обробляли городи, тримали домашню птицю і худобу. Тому поселенці  прагнули зайняти вигідніші місця біля річки чи озера.
Настоятель Новгород-Сіверського монастиря дозволяв поселенцям не платити податок протягом 10 – 15 років. 
За монастирськими актами, які підтверджує царська грамота за 1667 рік, село Бистрик було власністю монастиря. Про більш давнішу належність Бистрика Новгород-Сіверському монастирю немає  інформації в монастирських земельних актах, тому можна вважати, що Бистрик занесений в царську грамоту лише на основі фактичного, а не юридичного права володіння з боку монахів. 
За розповіддю старожила села Савки Скоробагатого, населення села зменшилось із 120 дворів до 5. Багато записались у козаки або пішли в інші слободи. Це явище Лазаревський пояснює тим, що після офіційного припису села до монастиря, монахи стали більш вимогливими до своїх підданих, а також вимагали закріпачення селян, і заборону переходу із стану селян в козаки.
Після приєднання Кролевеччини до складу Московської держави в 1654 році село Бистрик  швидко стало обживатися. З’являються нові вулиці: Сайківка, Чужданка, Підреть та інші. В кінці вулиці Сайківка (поблизу Трохименського хутора) на східному березі річки Бистриця був побудований цегляний завод.
За часів гетьмана Івана Мазепи біля цегляного заводу в селі Бистрик зупинився кінний загін козаків. Вони побудували конюшні і господарські будівлі (великий сарай-клуню та казарму). Займалися військовою підготовкою та ходили в походи. За розповіддю старожилів це був резервний загін Гетьманського козачого війська, що також частково був розквартирований в містах Глухові та  Батурині. Село «Бистрик на ріці Реті» згадується в Універсалі гетьмана Івана Мазепи 1688 року про повернення чернігівській архієпископській кафедрі на чолі з Лазарем Барановичем кількох млинів (у тому числі трьох у Бистрику).
Новим поштовхом розвитку села стало будівництво земляної греблі, водяного млина та нового мосту через річку Ярославна, яка впадає в річку Реть. Гребля на річці Ярославна довжиною 60 м, висотою 3 м знаходилась на шляху з Глухова до Кролевця на відстані 600 м від річки Реть. Гребля затоплювала місцевість, де протікала річка Ярославна, створивши водосховище довжиною 3 км.
Кролевецький сотник Потоцький почав будівництво водяних млинів і гребель на р. Реть і її притоках поблизу с. Бистрик.
Причини зникнення монахів з цієї місцевості невідомі. Існує декілька версій:
1. Постійні війни польських та російських військ в 1500-х – 1700-х роках;
2. Посилення влади в м. Кролевець внаслідок чого монастир відмовився від володінь в с. Бистрик як збиткових;
3. Стихійне лихо (пожежа, хвороба, голод тощо).

В селі Бистрик на початку 1700 року налічувалось близько 50-ти дворів, з них половина – козацьких. Козаки мали перевагу в наділах землі і не платили податків. За це вони були зобов’язані нести військову службу.
В другій половині XVII ст. розвиваються різноманітні ремесла, збільшується торгівля. В Кролевці відкривався ярмарок по п’ятницях і понеділках. Двічі на рік проходив міжнародний ярмарок, куди з’їжджалися купці і промисловці з усієї України та інших держав.
За наказом губернатора  Півдня і головнокомандуючого південними військами Російської імперії генерала Потьомкіна будується дорога з Москви до Одеси через Київ. Село Бистрик знаходилося на «лінії фронту» будівництва. На складні ділянки були залучені війська. Село перетворилося на велике військове будівництво. Будівництво дороги вирішили  спрямувати через село. Мости будували солдати, земляні роботи виконували козаки та селяни.
За наказом царської влади було оголошено пільговий продаж землі в районі прокладання дороги, а поселенцям, які вже заселилися вздовж дороги – безкоштовно ділянки землі і будматеріали. Так виникла третя ділянка забудови села. Будинки повинні стояти на відстані 3 м від проїжджої частини по обидві сторони дороги. Так від вулиці Морозівка в напрямку с. Тулиголове утворилась вулиця Стягайлівка, а від Карачунової вулиці в напрямку Красної Гірки – вулиця Лапшин.
За два роки було завершено будівництво всіх об’єктів в селі, а на третій рік були готові дорога і два мости.
Один з родичів Кочубея, поміщик Цитович, вирішив побудувати маєток в селі Бистрик. Місце вибрав біля р. Реть і ставка з вже побудованою  греблею та млином. На другому березі р. Реть знаходився сосновий гай і піщаний берег. Для будівництва маєтку в лісі використовували знайдені поклади червоної глини - побудували цегляний завод, який пропрацював до 1941 року (залишки заводу збереглись до нашого часу). Розташовувався він за 2 км від р. Реть по старій дорозі в напрямку села Дубовичі.
Після закінчення будівництва дороги село Бистрик перетворилось в мальовничий населений пункт і  десятки сімей забажали оселитись в ньому.
Цитович та кролевецький сотник Маковський організували будівництво нової широкої вулиці на Борисівці, а військові, що мешкали в козацьких казармах, побудували новий міст і відремонтували водяний млин на р. Бистриця,збільшили земляну греблю до Борисівки, щоб військові вільно пересувались в цей район, де частина військових жила там, аж доки їх перевели на Південь.
Таким чином в с. Бистрик проживали вільні козаки, селяни, кріпаки та тимчасово військові поселенці. Село розширилось, населення збільшувалось
Закінчилось будівництво маєтку нащадків Кочубеїв. Оскільки стара церква в селі була маленькою (особливо було незручно військовим та селянам) на загальному зборі  було вирішено побудувати нову велику дерев’яну церкву. Поміщик Цитович безкоштовно виділив будматеріали, а староста села направив робітників. Військові розробили проект церкви, організували керівництво та нагляд за будівництвом – змінили архітектурне оздоблення, збільшили розмір внутрішньої частини приміщення. Такої церкви за розмірами не було в навколишній місцевості.
Нові поселенці в с. Бистрик, які одержали земельні ділянки, були зареєстровані як селяни підлеглі землевласнику і зобов’язані відпрацювати 3 дні на тиждень на панській землі. Землевласник виділяв 2,5 десятин землі кожній сім’ї в безкоштовну оренду, але потім безкоштовна оренда була замінена натуральним податком, а відробіток з 3-х днів було збільшено на весняну посівну кампанію і на час збору урожаю до 4-5 днів на тиждень, при цьому в період збору урожаю селянин отримував 10% натуроплатою.
Кріпаки жили в селі компактно. Поруч з будівлями – господарчі двори з інвентарем і конюшнею, де ті селяни, які не мали коней, могли взяти коня з возом і необхідним інвентарем. Всього було побудовано 7 господарчих дворів.
Вільні козаки і селяни за певну плату, погоджену із землевласником, також брали участь у посівній кампанії і зборі урожаю. Вирощений урожай зернових культур вижинали серпами або скошували косами, в’язали снопи і скиртували в півкопи (32 снопи) або копи (64 снопи) складені в п’ятикутник висотою до 2 метрів. Через деякий час їх перевозили в село на господарчі подвір’я та ховали в клуні (закриті приміщення розміром від 12 м шириною, до 20 м в довжину і висотою до 12 м).
В кожного козака, а також у вільного чи закріпаченого селянина біля домівки стояла невелика клуня або закритий сарай, де і розміщували снопи зібраного врожаю зернових. Якщо в приміщенні клуні все було завантажено, снопи складали на відкритому місці в скирти посеред дворів. Молотили вручну за допомогою ціпів.
Поступово населення села Бистрик збільшилось. Окрім українців оселились поляки, росіяни, татари і німці. Про польське походження деяких мешканців села свідчать прізвища Маліношевський, Миргородський, Краснопольський, про татарське – Карачун («кара» - чорний, «чун» - смерть), про німецьке – Гергель, Риль.
В 1744 році через село проїздила імператриця Єлизавета Петрівна, яка відвідувала батьківщину свого чоловіка Олексія Розумовського. В 1840 році через село проїжджав імператор Микола І. Цю подію описано в «Памятовичке посещения города Кролевца лицами императорской фамилии», занотований в 1741 році писарем Кролевецької ратуші Григорієм Івановичем.
Тричі відвідував село Тарас Григорович Шевченко: в 1843,1845 та 1859 роках. А в травні 1861 року через село Бистрик провезли труну з тілом поета. Пізно ввечері багато селян проводжало процесію аж до Кролевця.
У селі 1917 року встановлено владу УНР. У часи Гетьмана Павла Скоропадського 1918 року частина мешканців організували диверсійний загін.
Село постраждало від Голодомору 1932—1933 років, який організував уряд СРСР. Комуністи вбили голодом десятки мирних мешканців села.
На початку 30-их років ХХ ст. церкву було закрито. А в 1934 році радянські активісти та комсомольці із дзвіниці скинули дзвони, обрядові речі розграбували. Знищенно багато цінних історичних документів. Саме приміщення церкви перебудували на Будинок культури.
Під час німецько-радянської війни 1941 року у селі встановлено владу німців, а в1943 році влада комуністів повернулася. За часи війни мобілізовано 416 мешканців села, 406 нагороджені орденами і медалями СРСР, 243 загинули.
12 червня 2020 року, відповідно до розпорядження Кабінету Міністрів України № 723-р «Про визначення адміністративних центрів та затвердження територій територіальних громад Сумської області», село увійшло до складу Кролевецької міської громади.
19 липня 2020 року, в результаті адміністративно-територіальної реформи та ліквідації Кролевецького району, увійшло до складу новоутвореного Конотопського району.
24 лютого 2022 під час виконання бойового завдання поблизу села загинули Ревенко Владислав Дмитрович та Семеняк Михайло Сергійович

## Населення
Згідно з переписом УРСР 1989 року чисельність  населення села становила 1090 осіб, з яких 488 чоловіків та 602 жінки.
За переписом населення України 2001 року в селі мешкало 959 осіб.

### Мова
Розподіл населення за рідною мовою за даними перепису 2001 року:
| Мова       | Відсоток |
| ---------- | -------- |
| українська | 92,30 %  |
| російська  | 3,02 %   |
| молдовська | 0,31 %   |
| інші       | 4,37 %   |

## Місцевості
Село поділене на декілька місцевостей і хуторів:
- Башкирівка (Башкирі)
- Борисівка
- Гончарівка
- Каптанівка
- Морозівка
- Нерет
- Підреття
- Рощине
- Шлях
- Шумер

Місцеві мешканці до території Бистрика відносять і декілька сусідніх поселень, які формально є окремим селами, — Ковбасивка (Ковбасине), Папчин хутір, Прогрес.
| Історичні назви вулиць |
| Вулиця Нерет. На початку ХХ ст. вулиця мала тільки в’їзд, а виїзду не було, бо була перегороджена сараєм Каптана Семена. Одного разу, в роки громадянської війни цією вулицею поїхали солдати з гарматою. Вони заїхали в глухий кут. До того ж вулиця була дуже вузька, розвернутись з гарматою було ніяк. Один солдат сказав: «Заїхали в нерет, ні в зад, ні вперед!» Відтоді і стали називати цю вулицю Неретом. Другу назву - Каптанівка- вулиця дістала від того, що першими поселенцями на ній були Каптани. У 70-80-х рр. на вулиці було 18 житлових будинків,1 колодязь. Нині проживає 7 сімей. Вулиця Чужданка. Назва вулиці походить від назви річки Чужданки, притоки Бистриці. Назва виникла тому, що на її берегах поселилися «чужі люди» (не українці),скоріш за все, це були поляки. Вулиця Підреть. Неподалік від цієї вулиці розташований ліс, а під лісом протікає річка Реть. Людей, які проживали на цій вулиці називали підретянами, а вулицю Підреть. Вулиця Шумер. Першим поселенцем був козак Шумило. Прийшов він сюди із півдня України, рятуючись від набігів татар. Від прізвища Шумило пішло «Шумер». Вулиця Сайківка. Колись в давнину тут поселились пани Сайки. Коли вони померли, то селяни прозвали цю вулицю Сайківкою. Один селянин розповідав: «мій прадід розповідав мені про жорстокого пана Сайка, і говорив, що ми завжди знищували таких жорстоких панів. А щоб люди не забували про це, радив вулицю назвати Сайківкою. Вулиця Стягайлівка. Назва пішла від того, що її поселенці «стягувались» із інших вулиць села, а також інших сіл тому, що тоді це було незабудоване місце в селі. Раніше було 75 дворів, нині проживає 50 сімей. Вулиця Кулішівка. Назва виникла за прізвищем першого жителя цієї вулиці. Як розповідається в переказі, що дійшов до нас з далеких часів, перші поселенці були Куліш, Мороз і Шумило. На вулиці проживає багато сімей з прізвищем Куліш. Раніше на вулиці нараховувалося 45 дворів, наразі проживає 25 сімей. Вулиця Морозівка. Першим поселенцем на цій вулиці був переселенець на прізвище Мороз. І зараз на цій вулиці мешкає багато сімей з прізвищем Мороз. Звідси і назва. Раніше вулиця нараховувала 32 двори, нині проживає 16 сімей. Вулиця Борисівка. Першими поселенцями на цій вулиці були Борисенки. Багато хто з мешканців цієї вулиці носить це прізвище й нині. Дерунцева вулиця І;ІІ. На розі цих вуличок проживали господарі на прізвисько «Дерунець». В Дерунцевій вуличці І поселень не було. Це дорога до колишньої конюшні бригади №1. Дерунцева вуличка ІІ заселена. Мефодієва вуличка. На цій вуличці, що з’єднує вулицю Шумер з Низовою вулицею, побудувався вчитель, який переїхав із Західної України Онищук Мефодій Вакулович. Від його ім’я і назва. Нині не проживає ніхто, хоча раніше було 3 господарства. Низова вулиця (Низ). Вулиця розташована під горою, внизу від вулиці Шумер, безпосередньо на березі річки Бистриці, нині штучно зробленого озера. Сидорцева вуличка. На розі цієї вулиці проживав господар на прізвище Сидорець. Вона заднє вулицю Шумер з МТФ №2. Житлових будинків не було. Яремина вулиця. З’єднувала вулицю Каптанівку з вулицею Стягайлівкою. Назва походить від імені господаря (Ярема),який проживав націй вулиці. Він та його сім’я загинула від рук грабіжників ще в 20-ті роки ХХ ст. Назва залишилась до наших днів. Нині жителі, які проживають поруч з цією вуличкою перетворили її на сміттєзвалище в центрі села. Погребський шлях. Дорога яка веде до сусіднього села Ярове, яке раніше (до 1963 року) називалось Погребки. Звідси і назва. Ярославецький шлях. Дорога на околиці села, яка веде в сусіднє село Ярославець. Дубовицька дорога. Лісова дорога, що веде до сусіднього села Дубовичі. Вулиця Лапшин. Центральна вулиця села, яка веде від початку села із сторони Красної Гірки, до повороту до тракторного стану бригади №2. (До «грибка»). Походження назви невідоме. Вулиця Молодіжна. Нова вулиця села прорізана в у 80-х роках ХХ ст. Так як там поселились молоді сім’ї, то і вулиця дістала назву Молодіжна. Налічує 8 дворів. Холодна (Турецька)гора. Нова вулиця. Прорізана у 80-х роках ХХ ст. Так, як вона на високій горі і постійно дують вітри, то дістала назву Холодна. Інша назва Турецька від того, що на ній поселились турки-месхетинці, переселившись з Ферганської долини Узбекистану в зв’язку з національною ворожнечею. Із десяти будинків, турки живуть у восьмох. |

| Місцевості поблизу села |
| Чорноусівщина. Ділянка лісу між с. Бистрик і хутором Ретик по лівому березі р. Реть. Назва пов’язана з подіями початку XVIII ст. Хутір Ретик належав генеральному писарю війська Запорізького Василю Кочубею. В його домі (Кочубей в той час із сім’єю жив на хуторі) часто бував гетьман Іван Мазепа, адже він був хрещеним батьком їхньої єдиної доньки Марії. Красивий голос, гра на бандурі, чудова освіта зблизили гетьмана та Марію. Бував в домі Кочубеїв і козак Кролевецької сотні Петро Чорноус, який мешкав неподалік від маєтку писаря. Дружина Кочубея завжди була рада молодому козаку, від досвідченого материнського ока не залишились непоміченими часті відвідини їхнього маєтку Чорноусом. Козак вже давно кохав їхню дочку Марію. Це помітили батьки Марії і ставились до Петра, як до свого майбутнього зятя. Коли генеральний суддя (з 1699 року) Лівобережної України Василь Кочубей ненароком дізнався про переписку гетьмана Мазепи із шведським королем Карлом ХІІ, він вирішив сповістити про це Петра І. Весною 1707 року Із хутора Ретик відправився гонець з таємним листом-доносом до царя Петра І. Цим гінцем був Петро Чорноус. Не повірив російський цар листу Кочубея, лист він передав гетьману Мазепі, а Чорноуса кинули до в’язниці. Подальша доля Петра Чорноуса невідома, хоча відомо, що його випустили із в’язниш вже в 1709 році (після Полтавської битви, коли Петро І зрозумів правдивість листа Кочубея). Однак на старе місце проживання він не повернувся. Жителі села Бистрик до цих пір місце, де жив Чорноус, називають «Чорноусівщина». Монастирище. Ділянка місцевості (поле, яр) між хутором Прогрес і селом Ярове. Першими поселенцями на цьому місці були монахи Новгород-Сіверського монастиря. Вони обробляли тут землю, а також обслуговували, наведену ними, переправу через р. Бистриця. Тут вони заснували своє невелике поселення – монастир. Нині від нього не залишилось навіть слідів, але місцевість називається – Монастирище. Біля Горілого Жида. На старому шляху з Кролевця в Глухів стояла корча (недалеко від теперішнього Дубовицького хутора). Коли був прорізаний новий Києво-Московський тракт, що проходив через село Бистрик, старий шлях втратив своє значення, ним вже ніхто не користувався. Корчма і постоялий двір запустіли. Їх господар, старий єврей, не мав ніякого прибутку. По невідомій причині і корчма, і постоялий двір згоріли. Те урочище, де стояла корчма, ще й тепер називають бистричани –«Біля Горілого Жида». Біля Хреста. Ділянка лісу по правій стороні дубовицької дороги за 1 км від траси Київ-Москва на північ. В селі Дубовичі знаходиться дуже давня ікона Божої Матері. За легендою вона була знайдена в густій траві на лісовому пасовиську в другій половині XVI століття. Є припущення, що вона випала з воєнного обозу, який віз церковний інвентар. Як розповідає легенда, пастух, який гнав в цьому місці стадо та розмахував пугою, ненароком зачепив нею ікону Богоматері. Від ікони раптом засяяло незвичайне світло, засліпив пастуха: він тут же впав на землю. В безтямі він і був знайдений тут і перенесений до священика. Коли прийшов до тями, пастух розповів про те, що відбулось при виді на ікону. Священик і багато прихожан пішли на вказане місце і знайшли лежачу в траві святу ікону. На цьому місці була збудована капличка, де і знаходилась ікона та поставлений хрест. Каплички вже давно не існує, а хрест ще до недавнього часу стояв на тому місці, де в де в десяту п’ятницю зустрічались прихожани с. Бистрик та с. Дубовичі. Сюди приносили цю ікону, яка зберігалась у дубовицьких віруючих. І зараз це місце бистричане називають «Біля Хреста». Нині урочисте вшанування Дубовицької ікони відбувається в десяту п’ятницю після Паски біля природного заповідника «Дубовицька(Котлярова) криниця. Ставище. На цьому місці, між селом Бистрик і лісом за маєтком поміщика Цитовича до 60-х років ХХ ст. був став. Це дуже красива водойма, де водилось багато риби, цвіло біле латаття. Була насипана гребля, працював водяний млин. У 60-х роках радянським керівництвом розроблена програма культурних пасовиськ. Почались меліоративні роботи, тобто осушування. Став зник, але природа не поступилась. Замість нього залишилось грузьке болото, яке заросло густими чагарниками, де водиться багато зміїв. Ні «культурних пасовиськ», ні красивого ставка. До недавнього часу невелику ділянку на місці водойми викошували на сіно, нині й там поросли кущі верболозу. Місцевість же залишила за собою назву «Ставище». За Тихоном. Назва угідь за садибою жителя вулиці Кулішівка Куліш Миколи Олексійовича ,прозваного в селі Тихоном. Нині там випас. За Роде. Назва угідь за крайньою садибою вулиці Стягайлівки Роде Миколи Олександровича. Нині там людські земельні наділи та випас. За Каргаєм. Назва угідь за крайньою садибою вулиці Лапшин Бережного Миколи, прозваного в селі Каргаєм по ліву сторону дороги в сторону Кролевця. Нині там людські земельні наділи. |

| Назви лісових місцевостей |
| Мадярщина. Ділянка лісу, вирубана під час Великої Вітчизняної війни каральним загоном мадярів, союзників німців, які були направлені для боротьби з партизанами. Там був їхній табір. Нині там молодий ліс, а місцевість залишила назву – Мадярщина. Барановщина. Ділянка лісу, яка належала заможному роду Барановських польського походження. Бігунове. Ділянка лісу, що належала роду Бігунів. Тихонишин бір. Ділянка соснового лісу, яка належала багатій вдові Тихонші. Ім’я господаря невідоме. Пийманове. Ділянка лісу, яка належала багатому селянину на ім’я Пийман. Андрюшина березина. Ділянка березового лісу неподалік Лебежих озер. Багата на білі гриби. Весною заготовляють березовий сік. Назва походить від колишнього власника, прозваного Анрюхою. Борисів ярок. Ділянка лісу по дорозі до Дубовицької криниці. Очевидно назва походить віл колишнього власника на ім’я Борис. Цегельня. Ділянка лісу, де з початку ХІХ ст.до 1940 року був цегляний завод, місцевість була багата на поклади червоної глини. До недавнього часу росли віковічні дуби, які безжалісно вирубали. Ярмолівщина. Ділянка лісу по лівій стороні дороги на Дубовичі. Нещодавно вирубаний віковічний дубовий ліс, який був багатий на гриби та ягоди. Підліску майже не було. Колись належав роду Ярмолаїв. Кут. Ділянка лісу, яка кутом врізається в Дубовицьке лісництво, а належить Грузчанському. Колись був дуже чистий, люди заготовляли сіно. Протікала безіменна річечка. Нині дуже заріс підліском, водиться дуже багато сліпців (зміїв). Гладунівщина (Біля Гладуна). Ділянка лісу, яка належала козаку Гладуну біля природного джерела з цілющою водою Котлярової (Дубовицької) криниці. Багата на гриби, ягоди, особливо ожину, голубицю і чорницю. Нині там створено державний природний заповідник «Криниця». Біля Хреста. Ось, що розповідають старожили про виникнення назви «Біля Хреста». В давнину пастухи в лісі пасли корів. Лісом йшла жінка. Один із пастухів вдарив її. Жінка сіла і більш не встала, а там, де вона сиділа пастухи виявили ікону. Ікону забрали в село Дубовичі, а там, де вона лежала поставили хрест. Ікону возили по селах. Біля Башкира. Ділянка лісу, яка знаходиться біля Башкирового хутора. Зруби восени багаті на опеньки. Біля Нилки. Ділянка лісу, розташована навколо колишньої садиби бабусі Нилки. Нині там тільки горбок від хати. Грибоварня. На місці, де нині знаходиться сімейний дитячий будинок, колись було невелике підприємство – грибоварня. Ліси були багаті на гриби. Місцеві жителі заготовляли їх, потім маринували. У дубових діжках вони навіть експортувались за кордон. Маковщина. Ділянка лісу по правому березі річки Реть на північ від села Бистрик. Землі колись належали Кролевецькому сотнику Івану Маковському. У Ямі. Кулешові ями. Ділянка лісу біля перетину Дубовицькою дорогою автотраси Київ-Москва. Місцевість дійсно знаходиться в низовині. Власниками цих земель були представники давнього роду Кулішів. |

| Урочища, яри та поля поблизу села |
| Глитаївщина. У ХІХ столітті купив собі землю Гаврило Іванченко. Він був дуже жадібний і великий скнара, за що дістав прізвисько «Глитай». Відтак і земля його стала називатися Глитаївщина. Онисине провалля. Одного разу їхали з ярмарку немолода вже подружня пара – баба Онися та її чоловік. Обоє були напідпитку. Коли проїжджали мимо провалля, то баба Онися і випала з воза, а ті, що їхали за ними, накрили бабу ребрами з коня, так як люди викидали в провалля всякі відходи. Приїхав чоловік додому, діти питають, де мати, а той нічого не може сказати. Хтось підказав, що їхня мати лежить у проваллі. Тоді вони забрали свою матір. Відтоді провалля стали називати - Онисине. Горопашини зарівки. Селянину Кравченку, на прізвисько Горопаха, було виділено поле. Весняні води розмили ґрунт, утворились рівчаки. Горопаха обсадив вербами. Верби прийнялись. Провалля перетворилось в ровок, або зарівок. Провалля Шуте. Недалеко від провалля жив дід. За його жарти люди прозвали його Шутом. Вівці, яких пас дід, також прозвали Шутими. Провалля також назвали Шутим. Нині це великий яр, дуже красивий. Росте багато різнотрав’я, квітів. В свій час тут розташовувався шкільний дитячий табір праці та відпочинку «Зоря». Шинкарове. Походження назви яру така. Один багатий селянин (прізвище та ім’я його невідоме) купив цей яр у пана. У яру поставив пасіку. Чоловік мав у селі шинок, то його й прозвали шинкарем. Влітку він проводив весь час у цьому яру, де біля пасіки стояла його будка. Після його смерті цей яр стали називати Шинкаровим. Темне. Так називають яр. В давнину в яру ріс густий непрохідний ліс. Навіть в сонячну погоду в тому яру було темно. Тому яр стали називати Темним. І хоча ліс пізніше було вирубано,але назва залишилась. Шепельове. Земля належала одному селянину, який дуже шепелявив. Згодом цю ділянку стали називати Шепельовим. Будникове. Це було дуже давно. Люди, що селились, будували собі будки. Очевидно це були втікачі з півдня України. Так як таких будок в яру з’явилось дуже багато, то і яр з того часу стали називати Будниковим. Попівське. Кажуть, що це урочище назвали так тому, що власником цих земель був місцевий піп. Біля Горілого Жида. На старому шляху з Кролевця в Глухів стояла корчма (недалеко від нинішнього Дубовицького хутора). Коли прорізали новий Києво-Московський тракт, що проходив через село Бистрик, старий шлях втратив своє значення, ним вже ніхто майже не користувався. Корчма і постоялий двір запустіли. Їх господар, старий жид, не мав ніякого прибутку. По невідомій причині і корчма, і постоялий двір згоріли. Те урочище, де стояла корчма, ще й тепер бистричани називають Біля Горілого Жида. Андріянова яма. В сім’ї небагатого селянина Куліша Петра було три сини – Андріян, Аврам та Петро. Андріян був несповна розуму. Щоб землю не ділити на трьох, батько з сином Петром вирішили вбити Андріяна. Та злочин скоро розкрили. Хтось із селян, зустрівши Петра-батька,повідомив,що знайшли тіло Андріяна. «А, що, хіба він виплив!» - здивувався батько, бо вони його вбили і втопили в Реті. Відтоді бистричани те місце на річці Реть назвали Андріяновою ямою. Уштаків сад, яма. Власник цієї ділянки землі Прохор Куліш, який часто повторював «уж так», за що йому дали прізвисько Уштак. Ділянку землі, яка йому належала, стали називати Уштаків сад або Уштакова яма. Сліпівщина. Цей яр назвали так тому, що в ньому водилось дуже багато сліпців (отруйних змій). Півторачине. Урочище дістало свою назву від того, що тут в давнину, як розповідають старі люди, жив селянин на прізвисько Півторарака. Ляшівське. Під час польського панування ця ділянка землі належала польському магнату. Так як поляків називали ляхами, то і місцевість назвали Ляшівське. Гутівщина. Власником цієї ділянки землі був селянин, предки якого займались гутництвом (дуттям скла). Бондарове. Ділянка землі, нині випас біля вулиці Борисівка, яка належала місцевому реміснику-бондарю (виготовляв діжки),який жив на Борисівці. Рощине. Урочище неподалік вулиці Борисівка. Як розповідають, власник цього ліска любив повторювати «моя роща». Так і назвали «Роща», пізніше Рощине. Васютине. яр в районі Морозового озера. Колись ці землі належали селянину, якого називали Васюта. Від того бистричани і назвали Васютин Ярок. Ясенки. Кому належав цей наділ лісу невідомо, але після того, як його вирубали, насіялися самосівом ясени. Прийнялись. З’явились нові ясени. Відтоді селяни почали називати цей яр – Ясенки (і нині там можна зустріти старі ясени). Вовчий ярок. З вовками назва цього яру не пов’язана. Він знаходиться неподалік вулиці Борисівка і тому малі діти часто бігали туди гуляти. Так як схили яру дуже круті і глинисті, то батьки боялися, щоб дітей не привалило, тому лякали: «Не ходіть туди. Там вовки водяться». Так і ішла назва – Вовчий ярок. Хомишине. Великий яр на захід від села. Власником цих угідь був селянин на ім’я Хома. Кругле. Яр, який знаходиться по праву сторону вулиці Борисівка і Шумер. За своєю формою, якщо глянути з висоти, він дійсно круглий. Глибоке. Коли проїжджаєш автотрасою Київ-Москва, то в напрямку Кролевця є яр. З дороги по ліву і по праву сторону видно тільки верхівки дерев. Тому така й назва. Довжик. Дане урочище знаходиться в кінці колишнього колгоспного саду. Власником цих земель був небагатий селянин на прізвисько Довжик, звідти й назва. Гончарове. Назва яру, який знаходиться між хутором прогрес і Морозовим озером. Власником цих земель і лісів був рід Гончарів. Тут родило гарне різнотрав’я. Люди збирали багато сіна. Пізніше землю в оренду взяв фермер, але догосподарювався до того, що угіддя заросло бур’янами. Ревівське. Ця ділянка землі належала селянину на прізвище Рева. Нині там бистричани заготовляють сіно. Топольницьке. Кому належала ця земля – невідомо. На цьому місці росли великі тополі, тому люди назвали урочище Топольницьким. Монастирище. Ділянка місцевості (поле, яр) міх хутором Прогрес і селом Ярове. Першими поселенцями на цій землі були монахи Новгород-Сіверського монастиря. Вони обробляли тут землю, а також обслуговували, наведену ними переправу через річку Бистриця. Тут вони заснували своє поселення – «монастир». Нині від нього не залишилось навіть слідів, але місцевість називається – Монастирище. Сарлавщина. Сінокісні угіддя, які тягнуться від автотраси Київ-Москва до хутора Красна гірка. Раніше ці землі належали господарям Сарлавового роду. Мутинський шлях. Ґрунтова дорога, а також місцевість по обидві сторони від неї, яка веде від села Бистрик до хутора Бескровний. Далі нова дорога на село Мутин. Водяна долина. Назва поля між селом Бистрик та хутором Дубовицьким, яке назвали тому, що навесні або після великого дощу залите водою. Широка Межа. Назва частини Мутинського шляху та місцевості по обидві сторони від нього від села Бистрик до хутора Дубовицький. Штепина Гора. Назва крутого косогору, який спускається від вулиці Борисівка до хутора Прогрес. Ще в давнину селянин на прізвисько Штепа віз сіно. Спускаючись з цього крутого схилу, перекинувся та поламав воза. З тих пір косогір стали називати Штепина Гора. Парне. Глибокий яр по всі сторони зарослий лісом. Влітку тут навіть вітерець не дмухне. Люди прозвали його – Парне. Вила. Потрійний яр. За своєю формою, якщо глянути з висоти пташиного польоту, нагадує вила-тройчата. Яремина Долина. Назва поля в західній стороні села. Раніше ці землі належали селянину на ім’я Ярема. Так як це була низовина (долина), то й місцевість назвали Яремина Долина. Козлівщина. По другу сторону від урочища Півторачине, що біля хутора Прогрес. Походження назви невідоме. Карачунів ярок. Невеликий яр, який знаходиться за тракторним станом села Бистрик. Раніше ця земля належала господарю на прізвище Карачун. Умивець. Невеликий яр, що знаходиться за тракторним станом села Бистрик. Походження назви невідоме. Яцикове. Частина лісу і поля, яка доходить до річки Реть зв сторони хутора Ретик. Раніше ці землі належали Яциковому роду, звідки і назва. Східна сторона села Ковалівське. Довгий яр, що протягається від Третього ставка біля хутора Прогрес до урочища Переїздне (кордон між бистрицькими та яровськими угіддями). Величкове. Яр в районі урочища Ковалівське. Раніше ці землі належали селянину на прізвище Величко. Він був козацького роду. Морозів яр. Назва вершини Ковалівського яру, яка й доходить до кордону з яровськими землями. Назва походить від давніх господарів цих земель – роду Морозів. Зайцеве. Яр вправо від Морозового яру,який впирається в Проходи (кордон яровських та бистрицьких земель). В давнину ці землі належали селянину на прізвисько Заєць. Сафронове. Великий яр за хутором Прогрес в сторону села Ярове. Багатий на різні трави. Гарний сінокіс. В давнину цей наділ належав селянину Сафрону, який тут і жив. Стара Гребля. На цьому місці був міст через річку Ярославна, через який проходив Києво - Московський тракт. Залишки греблі видно по цей час, тому і поле і угіддя називають біля Старої Греблі. Заруддя. Назва сінокісних угідь по лівому березі річки Ярославна від Старої Греблі до Ярославецької дороги. Смолове. Останній Бистрицький яр і угіддя. Далі пішли Ярославецькі землі. Колись тут був великий сосновий бір. Було організовано збір смоли. Ліс вирубали, а назва залишилась. Придане. Поле на межі З Ярославецькими землями. Назва походить від того, що ці землі були подаровані як придане за нареченою. Дяківщина. Місцевість поблизу Ярославецької дороги. Тут і поле, і яр. Колись ці землі належали місцевому дяку. Сапожин Кут. Назва місцевості біля хутора Прогрес. Тут знаходяться яри,поля,сінокоси. З висоти пташиного польоту місцевість нагадує «Сапог». Діяльність горе-фермерів перетворили родючі землі на зарослу бур’янами пустелю. Ковпакове Провалля. Назва яру, який знаходиться за оселею Мороза Василя Васильовича в сторону села Ярове. Їхній рід прозвали «Ковпаки», тому і дали таку назву урочищу. Козин яр. Урочище між вулицею Сайківка і Трохименковим хутором. Колись біля нього жив селянин на прізвище Козя, звідки і назва. Біля Червоного Дуба. Назва місцевості і угідь за Трохименковим хутором. За переказами, тут стояв старий дуб, листя якого було світло-червоного кольору. А ще тут знаходились поклади червоної глини і працював цегельний завод. Іллєнкове. Назва поля і урочища по праву стороні Погребського шляху. Давніми господарями цих земель були Іллєнки. Переїзне. Назва місцевості між Бистрицькими і Яровськими землями. Тобто переїжджали межу від села до села. І нині тут крутосхилі яри, але дорогу вирівняли, а раніше не один віз був поломаний на цьому місці. Пшеничне. Яр і поля біля нього, які виходять на ліву сторону Погребського шляху. Ці поля здавна славились високими врожаями пшениці, звідси і назва. Опанасенкове. Урочище, вершина якого виходить до Переїзного з лівої сторони. Славиться великими укосами трав. Назва походить від колишніх господарів, які мали прізвище Опанасенки. Косайликове. Дуже довгий яр, який тягнеться від ярославецького до Погребського шляхів. Раніше тут заготовляли сіно для колгоспної худоби. Клали стоги, скирти. Походження назви невідоме. Панський яр. Назва урочища від Косайликового яру до Ярославецьких земель. Багаті сінокоси. Колись і ліс, і землі належали місцевому пану, прізвище якого не запам’яталось, а назва Панський яр залишилась. Короткий яр. Група ярів по ліву сторону Ярославецької дороги. Назва походить від першого маленького ярка, дійсно короткого. Багатий на сінокоси. Гарячий Шпиль. Велике узгір’я по праву сторону Панського яру. Завжди освітлене сонцем, то трави і посіви часто вигорали. Звідси і назва. Нині заріс самосійними соснами і березами. Острів. Поле, яке з усіх боків оточене лісом, і тільки маленька доріжка веде до нього по яковій техніка їздила для його обробітку. Нині пустує, поступово заростає деревцями сосон і беріз. Багато суниць. Назва зрозуміла. Півострів. Поле, оточене з трьох сторін лісами, а одна межує з іншим полем – Мироновою Долиною. Звідси і назва. Нині заросло соснами і березами. Влітку тут можна зібрати багато суниць і маслюків. В кінці знаходиться приватна пасіка. Тулиголівщина. Лісосмуга та поле на кордоні Бистрицьких та Тулиголівських земель. До недавня розорюваних землях нині випасають худобу. Дерник. Назва місцевості між селом Бистрик і річкою Ярославною в сторону Тулиголово. В давнину тут були густі ліси, через які проходив Києво – Московський тракт. В лісах водились банди, які часто грабували проїжджих. Говорили «Обдерли до нитки». Звідси і назва. Сахара. Назва поля між річкою Ярославною та Тулиголівською смугою. Ґрунт піщаний. Коли здіймається вітер, то піднімає хмари піску. «Як у Сахарі» - говорили люди. Звідси і назва. Проте поле давало високі врожаю як зернових, так і технічних культур та картоплі. Про те, що тут раніше була водойма говорить велика кількість ракушок та черепашок. Нині поле пустує. Ложок. Назва походить від слова «лужок». Це угіддя на схід від села Бистрик. Тут завжди випасали коней. Ставище. На цьому місці, між селом Бистрик та лісом за помістям поміщика Цитовича,до 60-х років ХХ ст. був став. Це дуже красива водойма, де водилось багато риби, цвіло біле латаття. Була насипана гребля, працював водяний млин. У 60-ті роки радянським керівництвом був оголошений клич – зробити культурні пасовиська. Почалися меліоративні роботи, тобто осушування. Став зник, але природа не відступила. Замість нього залишилось топке болото, яке заросло чагарниками, де водиться багато зміїв. До недавнього часу невелику ділянку колишньої водойми викошували на сіно, тепер і там самі кущі верболозу. Місце ж залишило за собою назву – Ставище. Рясного Провалля. Яр. Утворився нещодавно. Головний агроном колгоспу ім. Шевченка Рясний Олександр Федорович все хотів загатити рівчак за МТФ №1,але він все більшав і більшав, аж доки не перетворився в ярок. Люди й прозвали – Рясного Провалля. Середине. Назва урочища і поля, яке знаходиться вверх МТФ №1. Колись ці землі належали селянину на прізвище Середа. Полянь. Назва урочища, яке тягнеться від колишньої МТФ №1 до Погребського шляху. Чому так названо – невідомо. Можливо через мало лісистість. Під час Великої Вітчизняної війни тут впав підбитий радянський літак. Пілот загинув. Шабрайове. Невеликий яр за Колишньою МТФ №1 в сторону села Тулиголове. Колись ці землі належали небагатому роду Шабраїв. Патяковище. Назва місцевості. Власником був селянин, якого бистричани прозвали Патяка за те, що дуже любив поговорити. Терни. Невеликий лісок по праву сторону дороги на Тулиголове. Названий тому так, що заріс кущами тернівника. За Барановським. Назва угідь за останньою оселею вулиці Каптанівки Мороза Михайла Степановича,прозваного в селі Барановським. Нині там людські наділи сінокосу. |

| Озера в нашій місцевості |
| Морозове озеро. Знаходиться неподалік хутора Прогрес. Колись належало багатому селянину на прізвище Мороз. Нині орендується. Іванове озеро. Озеро біля Морозового озера, яке колись належало Івану Дубинському, предку Івана Антоновича Маліношевського, в селі – Дубинського. Салтишове озеро. Озеро неподалік хутора Дубовицький. Його господарем був селянин на прізвище Салтиш. Нині там збереглись сліди його поселення і сад. Саливонове озеро. До наших днів не збереглось. Назване за ім’ям господаря Саливона. Лебежі озера. Назва групи озер в лісі, неподалік села Тулиголове. Ці озера належали поміщикам Кочубеям в дуже красивій місцевості. Чисті. Прозорі. Назву отримали від того, що там водились лебеді. Нині там залишилось невелике озерце – місце водопою диких звірів. В цій місцевості дуже багато ягід: брусниці, ожини, черниці. Багато грибів. Іншу назву люди дали Мавчине озеро, нібито тут на гілках дерев гойдаються лісові русалки – мавки. 1-й,2-й,3-й,Новий ставки. Штучні водойми біля хутора Прогрес. Колись зариблювались колгоспом ім. Шевченка, нині в оренді. Старий Стрижень, Крива. Залишки русла річок Бистриця та Реть. |

Також на річці Реть поза селом Бистрик є джерело "Живчик".

## Об'єкти соціальної сфери
- Школа
- Будинок культури
- Бібліотека
- Дитячий садок
- Клуб
- Фельдшерсько-акушерський пункт
- Лікарня
- Стадіон
- Магазини
- Відділення зв'язку
- Пам'ятник воїнам-визволителям
- Пам'ятник Т. Г. Шевченку
- Музей Пилипа Рудя

## Відомі люди
Серед уродженців села:
- Пилип Сергійович Рудь (1910–1942) — поет, журналіст і партизан;
- Володимир Федосійович Карабут (1939–1999) — український філософ і поет, вчитель і викладач вищої школи;
- Кравченко Яків Кирилович (1909—1982)  — український радянський скульптор;
- Мороз Михайло Наумович (1876 — 2 вересня 1938) — голова Всеукраїнської Комісії по виборам до Всеукраїнських Установчих Зборів, Голова Всеукраїнської православної церковної ради;
- Кукоренчук Володимир Вікторович (нар. 1947) — радянський і український кінооператор, лауреат Державної премії України ім. Т. Г. Шевченка (1985), заслужений діяч мистецтв України;
- Ярош Віктор Петрович (нар. 1914)  — український театрознавець і краєзнавець.